# 종교간대화부

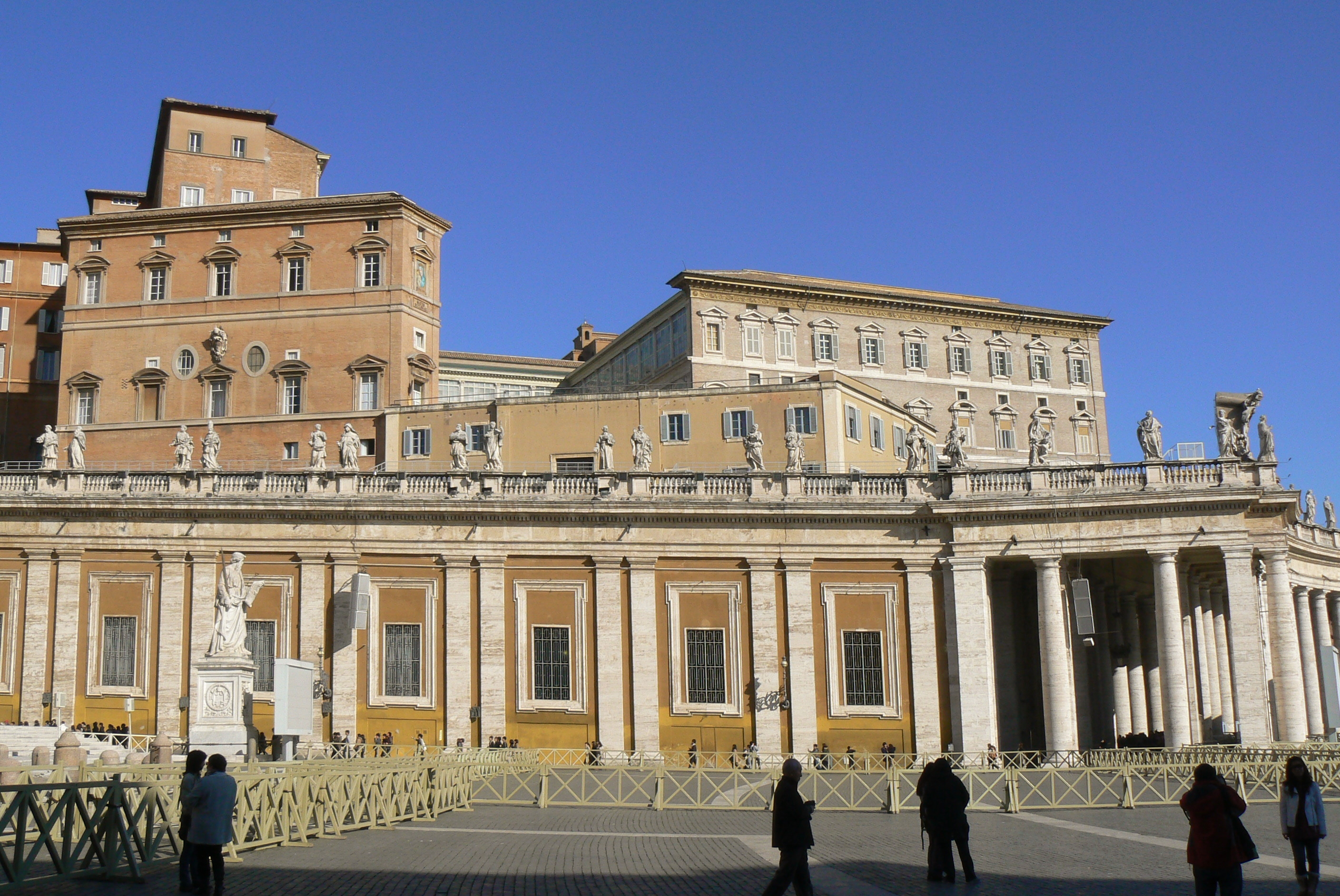

교황청 종교간대화평의회(Pontifical Council for Interreligious Dialogue)는 교황청에서 로마 가톨릭교회과 다른 종교와의 대화를 촉진시키기 위해 설립한 기구이다.
제2차 바티칸 공의회에서 비그리스도교와 교회의 관계에 대한 선언으로 로마 가톨릭과 다른 종교와의 관계 개선이 천명됨에 따라 로마 가톨릭과 다른 종교 간의 상호 이해의 교인들간의 협력을 촉진하기 위해 설립되었다. 이슬람과의 교류에 주력하고 다시 유대교와도 대화의 가교를 놓기 위해 노력 중이다.

## 역대 의장
- 파올로 마렐라
- 세르지오 피녜돌리
- 장 자도
- 프랜시스 아린제
- 마이클 피츠제럴드
- 폴 푸파르
- 장 루이 토랑